# Doggerland

Doggerland, moderne reconstructie van de paleogeografie

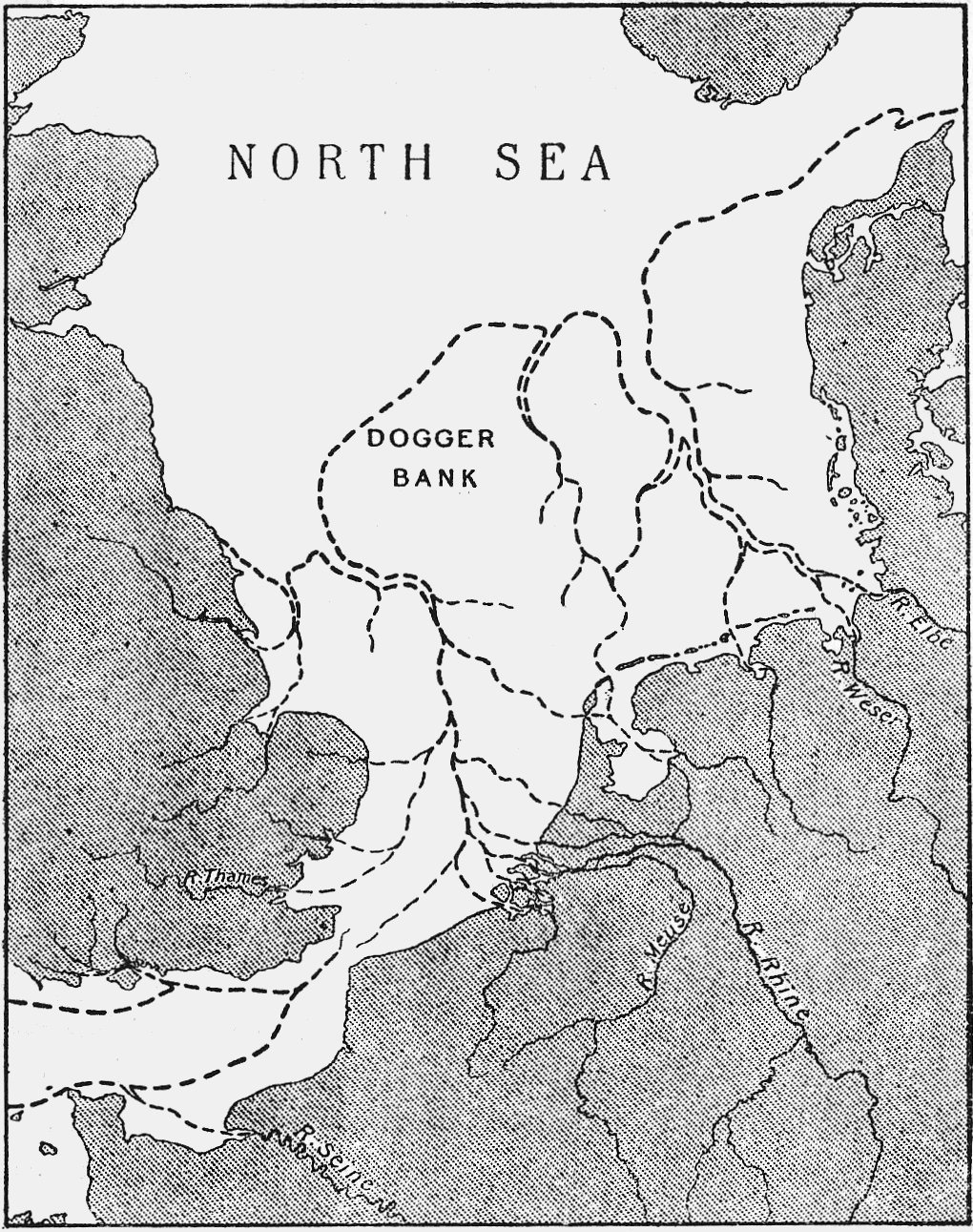
Het Doggerland zoals Clement Reid dat weergaf in 1913. Hoewel Reid een kanaalrivier aanduidde, stromen de Rijn en Theems bij hem naar het noorden. Het is tegenwoordig duidelijk dat dit een verkeerde aanname was. De rivieren stroomden naar het zuiden Het Kanaal in.

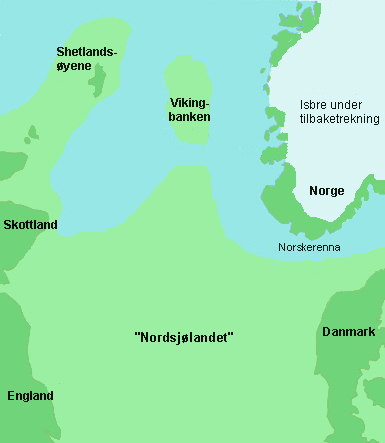
Mogelijk was Doggerland 10.000 jaar geleden nog uitgestrekter.

Doggerland of Doggersland, het 'Atlantis van de Noordzee', was een uitgestrekt gebied tussen Engeland en continentaal Europa. Het verloren landschap kende een bijna 1 miljoen jaar oude menselijke bewoning. Voor de Nederlandse kust ligt 'een van de belangrijkste archeologische en paleontologische vindplaatsen ter wereld.'
In periodes met een laag zeeniveau was dit gebied onderdeel van de droogliggende bodem van de zuidelijke Noordzee. Dit was het geval tijdens elke ijstijd. De laatste keer vond dat plaats tijdens het Weichselien, de koude periode die zo'n 11.000 jaar geleden eindigde. Omstreeks 6150 v.Chr. worden de kusten getroffen door de Storegga-aardverschuiving. Het laatste droge restant verdwijnt na 5800 v.Chr.

## Onderzoek
Doggerland is door de Britse archeoloog Bryony Coles vernoemd naar de Doggersbank. Zij deed in de jaren 90 baanbrekend onderzoek en bracht het gebied in kaart.
Dogger is een oud Nederlands woord voor een vissersboot waarmee op kabeljauw (Middelnederlands: dogghe) gevist werd.
Al in 1913 schreef de Britse paleobotanicus Clement Reid dat de Noordzeebodem archeologische voorwerpen moest bevatten waaronder oude menselijke resten. Destijds waren er te weinig mogelijkheden om de zeebodem goed te onderzoeken. Gedurende de laatste decennia van de twintigste eeuw is echter veel van de huidige Noordzeebodem geologisch in kaart gebracht door de Britse en de Nederlandse geologische diensten. Daarnaast wordt veel onderzoek gedaan door archeologische instellingen in zowel het Verenigd Koninkrijk, België als Nederland. Verder worden vondsten gedaan door amateurarcheologen en vissers.
In 1931 werd de Leman-and-Ower-Banks speerpunt van gewei gevonden, een 21 cm lange harpoen met weerhaken en incisies om hem aan een schacht te bevestigen. Hij zat in een brok veen dat, 40 km voor de kust van Norfolk bij de Leman en Ower Banken, ten zuiden van de Doggerbank, van de bodem opgehaald was door de vissersboot Colinda. Het was de eerste gedocumenteerde vondst van een door mensen gemaakt werktuig uit de Noordzee. Volgens het British Museum kwam hij uit het Mesolithicum en was hij verwant aan de Maglemosecultuur. Het veen duidde op een zoetwatermoeras.
Er zijn verder onder meer grote (vis- en jachtgerei) en kleine (mogelijk voor de vogeljacht) getande spitsen van zo'n 9000 jaar oud gevonden.
In 2007 werd een goed bewaard paleolithisch landschap aan de oevers van een 250.000 jaar oude riviervlakte, inmiddels zo'n 11 kilometer uit de kust van het huidige Norfolk ontdekt, na de vondst van 33 vuistbijlen en andere werktuigen op een werf in Vlissingen. 
Op met zand opgespoten stranden zoals de Zandmotor bij Ter Heijde en de Rotterdamse Maasvlakte worden dagelijks fossielen ontdekt en archeologische vondsten gedaan. In 2016 vond een amateurarcheologe een vuurstenen afslag met berkenpek van 50.000 jaar oud. Deze artefacten zijn afkomstig uit in de Noordzee gedolven zand dat is gebruikt om deze kustwerken aan te leggen. 
In de Engelse mesolithische vindplaats Bouldnor Cliff werden spectaculaire houten vondsten, waaronder kanofragmenten en stukken net, gedaan.

## Glacialen en interglacialen
Het Doggerland had te maken met wisselende zeespiegelstanden, door wereldwijde afwisselingen tussen koude en warme klimaatperiodes. Koude periodes tijdens glacialen, wanneer het waterpeil daalt door vormende ijskappen en warme periodes tijdens interglacialen, wanneer het waterpeil stijgt door smeltend ijs.
De regelmaat in hun afwisselingen wordt veroorzaakt door:
- periodieke schommelingen in de baan van de aarde om de zon,
- de hoek van de aardas met de aardbaan,
- de tolbeweging van de aardas in die hoek.

In de laatste 1 miljoen jaar daalde door periodieke ijskapvorming in Noord-Europa en in Canada de zeespiegelstand, in de strengste ijstijdfasen tot meer dan 120 meter beneden het huidige niveau.
Tot 500.000 jaar geleden waren de krijtkliffen van Dover en Calais nog met elkaar verbonden. Ook bij een hogere zeespiegel kon vanuit Frankrijk naar Engeland gelopen worden. Strenge ijstijden, met name de koude maxima van 450.000 en 160.000 jaar geleden (resp. Elsterien en Saalien), zorgden voor het uitvagen van deze landbrug. In het Elsterien begon de doorbraak van de krijtbrug.

## Geschiedenis
- Ca. 950.000-800.000 jaar geleden, Noordwest-Europa in het Vroeg Pleistoceen, is er een brede landbrug tussen het Europese vasteland en het huidige Groot-Brittannië. Vroege mensachtigen konden zich via kustvlaktes en rivierdalen naar Noord-Europa verplaatsen.
- Ca. 470.000 en 420.000 jaar geleden, in het Midden-Pleistoceen, lag er tijdens het Elsterien een grote gesloten ijskap en ontstond een enorm ijsmeer, tussen de ijskap en de landbrug tussen Engeland en het vasteland, toen de grote rivieren niet meer noordwaarts konden afwateren. Rond 450.000 jaar geleden werden de kalksteenformaties tussen Dover en Calais door ontsnappend smeltwater weggeslepen.
- Tussen 125.000 en 110.000 jaar geleden, tijdens het laatste interglaciaal (Eemien), ligt de landinwaarts gelegen kustlijn tot bij Amersfoort. De omgeving is bosrijk door de warmere omstandigheden en er zwommen nijlpaarden in de grote rivieren.
- Ca. 70.000-50.000 jaar geleden, halverwege de laatste ijstijd (Vroeg-Midden-Weichselien), is de vlakte van de Noordzee een gras- en kruidenrijke steppe-toendra. Erdoorheen stromen Rijn, Maas en Theems naar Het Kanaal. Het is het tijdperk van grote kuddes rendieren, mammoeten, paarden en neanderthalers.
- Ca. 14.000 jaar geleden smelten Britse en Scandinavische ijskappen.
- Ca. 13.000 jaar geleden is de Britse ijskap gesmolten. Het klimaat warmt op in het Bølling-Allerød-interstadiaal.
- Ca. 12.900 jaar geleden barst de vulkaan bij Laacher See  uit.
- Ca. 12.000 jaar geleden keert de koude terug met het Jonge Dryas-stadiaal.
- Ca. 11.000 jaar geleden breekt het Holoceen aan. In het Preboreaal is er een sterke temperatuurstijging. 'Het Noordzeebekken stroomt vol tot aan de Doggerbank.
- Ca. 10.000 jaar geleden ontstaan er Boreale bossen met den, hazelaar en eik. De zeespiegel stijgt met 70 cm per eeuw.
- Ca. 9250 jaar geleden wordt de Doggerbank een eiland en loopt zowel vanuit het noorden als het zuiden de Noordzee verder onder.
- Ca. 8500 jaar geleden ontstaan er wetlandgebieden en is er veenvorming langs de kusten. Engeland en het vasteland raken los van elkaar, op de overgang van het Atlanticum.
- Ca. 6450 v.Chr. loopt in Amerika het Agassizmeer leeg en stijgt hier de zeespiegel. Het Doggereiland wordt kleiner.
- Ca. 6150 v.Chr. worden de kusten door de Storegga-tsunami getroffen. Op de Shetlandeilanden reikte de golf tot 20 meter hoog (frontaal) en in Schotland zeker tot 5 meter (zijdelings). De zuidelijke Noordzee was ondieper, de tsunami brak op grote afstand van de zuidelijke kustlijn, waarna een secundaire golf van enkele meters hoog zich verder uitrolde. Voor Leiden en Rotterdam stellen we ons een muur van bruin water voor die rietkragen op spectaculaire wijze wegvaagt en uiteindelijk botst en gedempt wordt in de moerasbossen van Noord-Brabant en het Groene Hart, om vervolgens weer terug te spoelen.[9] Daarna beginnen de waddenkusten te ontstaan.
- Na 5800 v.Chr. wordt er door voortgaande zeespiegelstijging een einde gemaakt aan Doggerland.

## Geografie
Tijdens het vroeg-Holoceen was Engeland aan het Europese vasteland verbonden via een brede landbrug tussen Oost-Engeland en het huidige België en Nederland. Zowel de Theems als de Rijn stroomden niet door dit gebied naar het noorden, maar bogen af naar het zuiden door het Nauw van Calais en vervolgens door de nog grotendeels droog liggende bodem van het Kanaal. 
Het gebied van de landbrug bestond uit heuvelachtig laagland met hier en daar een rivier stromend door een parklandschap. De geulpatronen in de huidige Noordzeebodem van de voormalige rivieren zijn ontdekt met bepaalde seismische detectietechnieken. Een van de grotere geulen werd door de Britse onderzoeker Vince Gaffney de Shotton river genoemd, naar de Kwartairgeoloog Shotton.

## Mensen

De locatie van Happisburgh tijdens het Vroeg Pleistoceen, ongeveer 800.000 jaar geleden

### Homo antecessor
De eerste mensen bereikten meer dan 900.000 jaar geleden Noord-Europa en het huidige Engeland door het Doggerland.
In mei 2013 werden de voetafdrukken van Happisburgh gevonden, van vroege mensen van bijna een miljoen jaar oud, waarschijnlijk Homo antecessor. In de menselijke evolutie volgde H. antecessor op Homo erectus en ging vooraf aan Homo heidelbergensis en de neanderthaler . 

### Neanderthaler
Vanaf 900.000 jaar geleden was Doggerland millennia lang het jachtterrein van de neanderthaler, onze evolutionaire verwant die in het DNA van velen voortleeft. Langs de oevers van de oer-Rijn, -Maas, -Seine en -Theems liepen vroeger mammoeten, wolharige neushoorns, paarden, steppewisenten en grote kuddes rendieren. Jagers waren wolven, beren, sabeltandkatten, hyena's en de mens. Er werd ook op watervogels gejaagd en er was veel vis, zoals snoek en paling. De neanderthalers zagen ten minste twee keer een ijstijd komen en trokken weg, toen de ergste koudepiek het gebied voor hen onleefbaar maakte.
Na een piek in de zeespiegel rond 120.000 jaar geleden, daalde deze tot tientallen meters lager, waarna vanaf 70.000 jaar geleden 'de tijd van de grote vlaktes in Rijn-Theemsland, van grote trekkende kuddes met de neanderthaler in het kielzog' aanbrak. Over de Noordzeebodem vloeiden de Rijn, Maas en Theems samen. In het voorjaar was het er drassig, in de zomer droogde het gebied wat uit. In de winter konden neanderthalers beter verblijven 'in grotten en kloven in kliffen bij Dover, langs de Somme, bij Maastricht of langs de Rijn tussen Bonn en Düsseldorf (het Neanderthal ligt daar), vooral als daar ook veel vuursteen te vinden was'.
De neanderthalers kwamen na de laatste ijstijd niet meer terug. In 2001 kwam met een lading schelpen uit de Noordzee voor de Zeeuwse kust een stukje schedel aan land, dat na grondig onderzoek van een Neanderthaler afkomstig bleek te zijn. In 2009 werd een simulatie van zijn gezicht gepresenteerd, en hij kreeg de naam Krijn.

### Homo sapiens
De vroege moderne mens (Homo sapiens) kwam 45.000 jaar geleden in Zuid-Europa aan en verbleef slechts kort in het Noordzeegebied, tot het te koud werd. Rond 30.000 jaar geleden begon het echt koud te worden in het toch al niet erg warme gebied. In de koudste fasen van de ijstijd, vooral tussen 30.000 en 22.000 jaar geleden, was de Rijn-Maas-Theems een oase door de poolwoestijn.    
De moderne mensen bleven er voorgoed na de laatste ijstijd, met de klimaatopwarming in het Holoceen, 11.650 jaar geleden. Er kwamen bossen terug met berken en dennen en later ook loofbomen, zoals beuken en eiken. Er werd op bosdieren gejaagd, zoals edelhert, wild zwijn en ree. Noordelijk smolt er steeds meer ijs door de klimaatopwarming en het Noordzeebekken stroomde langzaam maar zeker vol. Vóór de oprukkende kustlijn ontstonden stranden, kreken en kwelders. In het achterland ontstond een enorm zoetwatermoeras met rivieren en meertjes, duinen en zandruggen, waaronder Bruine Bank en Doggerbank. Aan de Doggerbank dankt Doggerland zijn naam. Aan het eind van het 7e millennium v.Chr. maakte de doorbraak van een ijsmeer in het huidige Canada en een tsunami voor de Noorse kust een eind aan Doggerland. Een gebied van meer dan 200.000 vierkante kilometer verdween zo'n 8000 jaar geleden onder de golven. De zeespiegelstijging zette nog 2000 jaar door.